# Jincheng (przedsiębiorstwo)
JinCheng Corporation – chińskie przedsiębiorstwo produkujące głównie wyposażenie lotnicze, motocykle i silniki.
Zakład JinCheng należy do grona 50 największych fabryk w Chinach. Przedsiębiorstwo ściśle związane jest z działalnością importową i eksportową oraz inwestycyjną w kraju i za granicą, jak również w obcy przemysł terytorialny. Jincheng Corporation posiada 8 zagranicznych spółek stowarzyszonych i 19 firm powiązanych kapitałowo. Całkowity majątek trwały firmy osiągnął wartość 4 miliardów dolarów, a jego środki trwałe netto szacowane są na 2 miliardy dolarów.
Jincheng Corporation jest kluczową firmą motoryzacyjną w Chinach, od wielu lat zajmuje pozycję lidera w swojej dziedzinie. W 1999 roku marka JINCHENG została określona jako dobrze znany znak handlowy w Chinach.
Jincheng produkuje około 50 modeli motocykli o pojemnościach w zakresie 36 cm3-250 cm³, które są eksportowane do blisko 60 krajów i regionów. Udostępnia linie produkcyjne dla takich firm jak Peugeot czy Piaggio. Współpracuje z Suzuki oraz Hondą przy konstruowaniu motocykli i silników. Jincheng nawiązał współpracę z firmami w Afryce, Południowo-Wschodniej Azji, Ameryce i Europie. Linie produkcyjne dla motocykli są także zlokalizowane w Nigerii, Argentynie, Ugandzie, Indonezji, Meksyku oraz w Kolumbii i Włoszech.
W 2006 roku wartość rocznego eksportu wyniosła 1,89 miliarda dolarów, wartość ta została osiągnięta dzięki eksportowi 1 540 000 motocykli oraz 570 000 części. Dzięki temu Jincheng uplasował się w pierwszym Sektorze Chińskiego Rynku Motoryzacji.